# Dezember 2023
Portal Geschichte | Portal Biografien | Aktuelle Ereignisse | Jahreskalender | Tagesartikel

◄ |
20. Jahrhundert |
21. Jahrhundert

◄ |
1990er |
2000er |
2010er |
2020er
| 2030er | 2040er

◄ |
2019 |
2020 |
2021 |
2022 |
2023
| 2024 | 2025 | 2026 | 2027 | ►

◄ |
September 2023 |
Oktober 2023 |
November 2023 |
Dezember 2023 |
Januar 2024 |
Februar 2024 |
März 2024 |
►
Dieser Artikel behandelt tagesbezogene Nachrichten und Ereignisse im Dezember 2023. Eine Artikelübersicht zu thematischen „Dauerbrennern“ und zu länger andauernden Veranstaltungen findet sich auf der Seite zu den laufenden Ereignissen.
Laut der NOAA war der Dezember 2023 der global wärmste Dezember seit Temperaturaufzeichnungsbeginn im Jahr 1850.

## Tagesgeschehen

### Freitag, 1. Dezember 2023
- Naka/Japan: Der Fusionsreaktor JT-60SA wird offiziell in Betrieb genommen.
- Köln/Deutschland: Kathrin Röggla wird der Heinrich-Böll-Preis verliehen.
- Laxenburg/Österreich: Hans Joachim Schellnhuber übernimmt als Generaldirektor die Leitung des Internationalen Instituts für angewandte Systemanalyse.
- Washington, D.C./Vereinigte Staaten: Der republikanische Abgeordnete George Santos wird aus dem Repräsentantenhaus der Vereinigten Staaten ausgeschlossen.[2]

### Samstag, 2. Dezember 2023
- Hamburg/Deutschland: Auslosung der Endrunde der UEFA Euro 2024 in der Elbphilharmonie
- Lillehammer/Norwegen: Beginn des Skisprung-Weltcups der Damen
- Surakarta/Indonesien: Im Endspiel der U-17-Fußball-Weltmeisterschaft schlägt die Mannschaft Deutschlands die aus Frankreich nach einem 2:2-Unentschieden mit 4:3 im Elfmeterschießen.
- Paris/Frankreich: Beim islamistischen Attentat auf dem Pont de Bir-Hakeim wird ein Mensch getötet.
- München/Deutschland: Aufgrund des plötzlichen Wintereinbruchs in Süddeutschland mit bis zu 50 cm Neuschnee kommt es in ganz Süddeutschland und insbesondere im Großraum München zu erheblichen Verkehrsbeeinträchtigungen.

### Sonntag, 3. Dezember 2023
- Hamburg/Deutschland: Nach mehr als 16 Jahren wird die letzte Sendung der Talkshow Anne Will ausgestrahlt.
- Voerde/Deutschland: Der Kühlturm des 2017 stillgelegten Steinkohlekraftwerks Voerde wird gesprengt.
- Caracas/Venezuela: Mit breiter Mehrheit stimmt die Bevölkerung für die Annexion des seit 1899 zu Guyana gehörenden Gebietes Guayana Esequiba.

### Montag, 4. Dezember 2023
- Bismarck/Vereinigte Staaten: Der Gouverneur von North Dakota, Doug Burgum, gibt seinen Verzicht als Kandidat der Republikanischen Partei bei der Präsidentschaftswahl 2024 bekannt.

### Dienstag, 5. Dezember 2023
- Otopeni/Rumänien: Eröffnung der Kurzbahneuropameisterschaften 2023

### Mittwoch, 6. Dezember 2023
- Berlin/Deutschland: Die Fraktion Die Linke im Bundestag löst sich auf.
- London/Vereinigtes Königreich: Der britische Staatsminister für Immigration, Robert Jenrick, tritt zurück.

### Donnerstag, 7. Dezember 2023
- Kyōto/Japan: Im Zuge des Gerichtsprozess um den Brandanschlag auf das Animationsstudio Kyōto Animation hat die Staatsanwaltschaft die Todesstrafe gefordert.
- Los Angeles/Vereinigte Staaten: Verleihung von The Game Awards 2023

### Freitag, 8. Dezember 2023
- Berlin/Deutschland: Auf einem Bundesparteitag werden Saskia Esken und Lars Klingbeil als Bundesvorsitzende der SPD im Amt bestätigt.
- Dresden/Deutschland: Das Landesamt für Verfassungsschutz Sachsen stuft den Landesverband der AfD in Sachsen als gesichert rechtsextrem ein.
- Lake Placid/Vereinigte Staaten: Beginn des Rennrodel-Weltcups

### Samstag, 9. Dezember 2023
- Berlin/Deutschland: Europäischer Filmpreis 2023

### Sonntag, 10. Dezember 2023

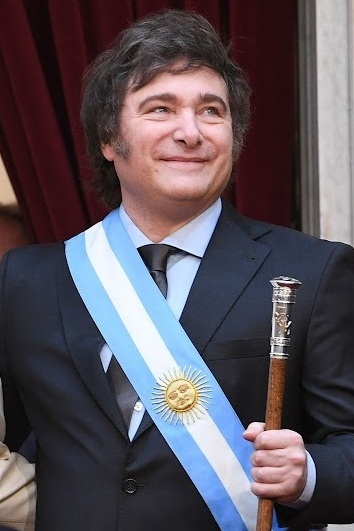
Javier Milei

- Magdeburg/Deutschland: Eröffnung der Neuen Synagoge
- Buenos Aires/Argentinien: Vereidigung des neuen argentinischen Präsidenten Javier Milei und der Vizepräsidentin Victoria Villarruel
- Otopeni/Rumänien: Abschluss der Kurzbahneuropameisterschaften 2023

### Montag, 11. Dezember 2023
- Polen: Die Regierung von Mateusz Morawiecki hat nach zwei Wochen Amtszeit aufgrund einer fehlenden Regierungsmehrheit im Parlament erwartungsgemäß die vorgeschriebene Vertrauensfrage verloren. Der bisherige Oppositionsführer und ehemalige Ministerpräsident Donald Tusk wurde mit der Bildung einer neuen Regierung beauftragt.

### Dienstag, 12. Dezember 2023
- Dubai/Vereinigte Arabische Emirate: Die 28. UN-Klimakonferenz endet.

### Mittwoch, 13. Dezember 2023
- Bern/Schweiz: Bei den Gesamterneuerungswahlen des Bundesrates wählt die Bundesversammlung (Schweiz) den Basler SP-Politiker Beat Jans und den Berner GLP-Politiker Viktor Rossi als Nachfolger von Alain Berset und Walter Thurnherr in die Schweizer Landesregierung.
- Polen: Präsident Duda vereidigt Ministerpräsident Donald Tusk und dessen Kabinett Tusk III.

### Donnerstag, 14. Dezember 2023
- Brüssel/EU: Der Europäische Rat beschließt, EU-Beitrittsverhandlungen mit Moldau und der Ukraine zu beginnen sowie Georgien den Status eines Beitrittskandidaten zu verleihen.

### Freitag, 15. Dezember 2023
- London/Vereinigtes Königreich: Im Alexandra Palace beginnt die Darts-WM.

### Samstag, 16. Dezember 2023
- Stadt Kuwait/Kuwait: Nach dem Tode seines Halbbruders wird Mischal al-Ahmad al-Dschabir as-Sabah neuer Emir.

### Sonntag, 17. Dezember 2023
- Baden-Baden/Deutschland: Im Kurhaus werden die Sportler des Jahres ausgezeichnet.
- Dänemark/Norwegen/Schweden: Endspiel der Handball-WM der Frauen
- Belgrad/Serbien: Parlamentswahl in Serbien[3]
- Santiago de Chile/Chile: Plebiszit in Chile
- Pirna/Deutschland: Mit Tim Lochner ist erstmals ein von der AfD nominierter Politiker zum Oberbürgermeister einer deutschen Stadt gewählt worden.

### Montag, 18. Dezember 2023
- Wiesbaden/Deutschland: Der erste Teil der neu erbauten Salzbachtalbrücke wird eröffnet.
- Kairo/Ägypten: Die zentrale Wahlbehörde gibt bekannt, dass Amtsinhaber Abd al-Fattah as-Sisi die Präsidentschaftswahl vom vergangenen Wochenende gewonnen habe.
- Vatikan/Rom: Die katholische Kirche erlaubt die Segnung von gleichgeschlechtlichen Paaren außerhalb von Gottesdiensten.
- Grindavík/Island: Der Vulkanausbruch an der Sundhnúkur-Kraterkette beginnt.
- Kigali/Ruanda: Das erste mRNA-Impfstoffwerk in Afrika wird eröffnet.

### Mittwoch, 20. Dezember 2023
- Kinshasa/Demokratische Republik Kongo: Parlaments- und Präsidentschaftswahlen

### Donnerstag, 21. Dezember 2023
- Karlsruhe/Deutschland: Peter Frank wird als Nachfolger von Peter Müller, Holger Wöckel als Nachfolger von Sibylle Kessal-Wulf zum Richter des Bundesverfassungsgerichts ernannt.
- Prag/Tschechien: Bei einem Amoklauf kommen mindestens 15 Menschen ums Leben.

### Freitag, 22. Dezember 2023
- Dschidda/Saudi-Arabien: Im Endspiel der FIFA-Klub-Weltmeisterschaft im King Abdullah Sports City Stadium gewinnt Manchester City gegen Fluminense Rio de Janeiro mit 4:0.

### Samstag, 23. Dezember 2023
- Nigeria: Bei bis zum 25. Dezember anhaltenden Angriffen von Banden auf Dörfer in Nigeria sterben mindestens 200 Menschen und werden rund 500 Menschen verletzt.[4][5][6]

### Donnerstag, 28. Dezember 2023
- Oberstdorf/Deutschland: An der Orlen Arena beginnt die Vierschanzentournee

### Sonntag, 31. Dezember 2023
- Mali: Die United Nations Multidimensional Integrated Stabilization Mission in Mali läuft aus.